# Ahitic
Ahitic är en ort i Mexiko.   Den ligger i kommunen Platón Sánchez och delstaten Veracruz, i den sydöstra delen av landet, 220 km norr om huvudstaden Mexico City. Ahitic ligger 147 meter över havet och antalet invånare är 463.
Terrängen runt Ahitic är platt åt nordost, men åt sydväst är den kuperad. Runt Ahitic är det ganska tätbefolkat, med 108 invånare per kvadratkilometer. Närmaste större samhälle är Huejutla de Reyes, 15,2 km söder om Ahitic. Trakten runt Ahitic består till största delen av jordbruksmark.